# Bătălia de la Ankara
Bătălia de la Ankara / Angora a avut loc pe 20 iulie 1402 în împrejurimile localității Çubuk (lângă Ankara) între forțele Imperiului Otoman conduse de Baiazid I și cele ale Imperiului Timurid conduse de Timur Lenk. Timur Lenk a obținut o victorie de proporții și a provocat o perioadă de criză în Imperiul Otoman (Interregnul otoman). Până în cele din urmă însă, Imperiul Timurid a intrat într-un declin rapid după moartea lui Timur Lenk trei ani după victoria sa de la Ankara, în vreme ce Imperiul Otoman și-a revenit și a continuat să prospere în următorii trei sute de ani. 

## Contextul istoric
Timur Lenk era în acea perioadă cel mai puternic domnitor din Asia Centrală de la Genghis Han. El a purtat o serie de campanii militare prin care a încercat să reînvie Imperiul Mongol al strămoșilor săi
.
Timur a cucerit Georgia și Azerbaidjanul în 1390, extinzând teritoriile imperiului său până la granițele Imperiului Otoman. Cele două puteri au intrat în conflict aproape imediat. Baiazid cerea tribut de la beilicurile anatoliene, care la rândul lor juraseră loialitate lui Timur. Timur a considerat pretenția lui Baiazid un bun pretext de război și a atacat și cucerit orașul otoman Sebasta. Baiazid a hotărât să pună capăt odată pentru totdeauna amenințării de la granițele sale și, când Timur a invadat Anatolia prin răsărit, și-a adunat toate forțele disponibile și și-a întâmpinat inamicii lângă Ankara. Bătălia urma să rezolve un conflict în care cei doi conducători și-au trimis mai multe scrisori insultătoare. 

## Efectivele
Efectivele exacte ale celor două armate nu sunt cunoscute. Când Timur Lenk a invadat Asia Mică, armata sa formată exclusiv din călăreți i-a permis să se deplaseze rapid prin Imperiul Otoman, distrugând sistemul defensiv otoman bucată cu bucată. Mai târziu, mai înainte de declanșarea bătăliei și chiar și în timpul luptelor, o serie de aliați sau vasali ai lui Baiazid au trecut de partea lui Timur. În lucrarea Turkey Old and New: historical, geographical and statistical (1880), Sutherland Menzies afirmă că efectivele celor două armate numărau aproape un milion de oameni. Peter Fredet consideră în schimb că Timur comanda 800.000 de oameni, în vreme ce Baiazid doar 400.000. Robert Henlopen Labberton afirmă în schimb că Timur se afla în fruntea a 600.000 de oameni, iar Baiazid comanda doar 120.000 de soldați .
În cartea Armies of the Ottoman Turks, 1300-1774, David Nicolle nota că „estimări demne de încredere arată că dimensiunile celor două armate sunt de 140.000 de partea lui Timur și nu mai mult de 85.000 sub comanda lui Baiazid I” . Istoricul J. B. Bury consideră că ambele armate aveau efective aproape egale, Baiazid fiind compusă în principal din infanterie, sprijinită de 5 – 10.000 de sârbi din cavaleria grea, conduși de Ștefan Lazarevici

## Bătălia
Pe 23 iulie, Baiazid și-a așezat tabăra militară la nord de Ankara, în mijlocul zonei rurale, în preajma unui râu, pentru ca să aibă suficiente rezerve de apă. În schimb, Timur își așezase tabără  într-o zonă aridă, fără surse de apă. Situația părea atât de favorabilă otomanilor, încât Baiazid a hotărât să plece la vânătoare de căprioare. Profitând de perioada de timp în care sultanul lipsea din tabără, Timur a hotărât să-și mute tabăra pe malurile râului și a dat ordin ca soldații săi să sape o nouă albie pentru râu, îndreptându-l spre orașul Çubuk. În acest fel, otomanii au pierdut resursa de apă. Pe 27 iulie, sultanul și suita sa s-au reîntors de la vânătoare. Deja lipsa de apă făcea ravagii printre soldații lui Baiazid și, în aceste condiții el a ordonat declanșarea luptelor, câtă vreme trupele nu erau total istovite de sete. La rândul lui, Timur a dat ordine pentru pregătirea de luptă și a cerut soldaților să încerce să îl ia prizonier pe sultanul otoman.
În dimineața bătăliei Timur și-a expus planul de luptă. Flancul stâng a fost pus sub comanda fiului său cel mai mare, Shāhrukh Mīrzā. Flancul drept a fost pus sub comanda lui Miran Shah, iar corpul central de oaste a rămas sub comanda lui Timur, secondat de nepotul său, Pir Muhammad. În expunerea pe care a făcut-o în fața comandanților, Timur i-a încurajat, le-a aminti de faptele de glorie ale înaintașilor și a reamintit dorința sa ca sultanul Baiazid să fie prins viu.
Bătălia a început cu un atac violent al forțelor otomane, care a fost întâmpinat de valuri de săgeți lansate de arcașii călare ai lui Timur. Baiazid a făcut greșeala să dispună cavaleria tătară în primele rânduri ale armatei sale. Tătarii și spahiii proveniți din beilicurile anatoliene au dezertat și au trecut de partea mongolilor. Baiazid, care se afla în centrul frontului, s-a trezit înconjurat de dezertori, ambele aripi ale armatei sale fiind distruse în timpul luptei. Resturile armatei otomane a fost salvată de la o distrugere totală de atacul cavaleriei grele sârbe conduse de despotul Ștefan, care a reușit să spargă încercuirea
Armata otomană, însetată și vlăguită, a fost practic zdrobită. Musa a fost luat prizonier, Mustafa a dispărut pe câmpul de luptă, iar Baiazid a reușit să fugă în regiunea muntoasă din apropiere, protejat de câteva sute de călăreți. Timur a înconjurat regiunea cu numeroși arcași călare, care în cele din urmă au reușit să-l captureze pe sultan.

Baiazid a fost obligat să descalece de pe calul său pur sânge și să încalece calul unui soldat mongol de rând, după care a fost escortat la cartierul general al lui Timur. Acesta din urmă, când a aflat că sultanul a fost luat prizonier, l-a invitat pe fiul său să joace o partidă de șah, încercând să dea impresia că nu este interesat de eveniment. Când soldații săi au adus prizonierul în fața cortului său, Timur a continuat să joace șah până în momentul în care a câștigat partida. După un scurt schimb de replici, Baiazid a fost escortat către un pavilion special construit pentru el, protejat de un zid înalt și pus sub o pază strictă.

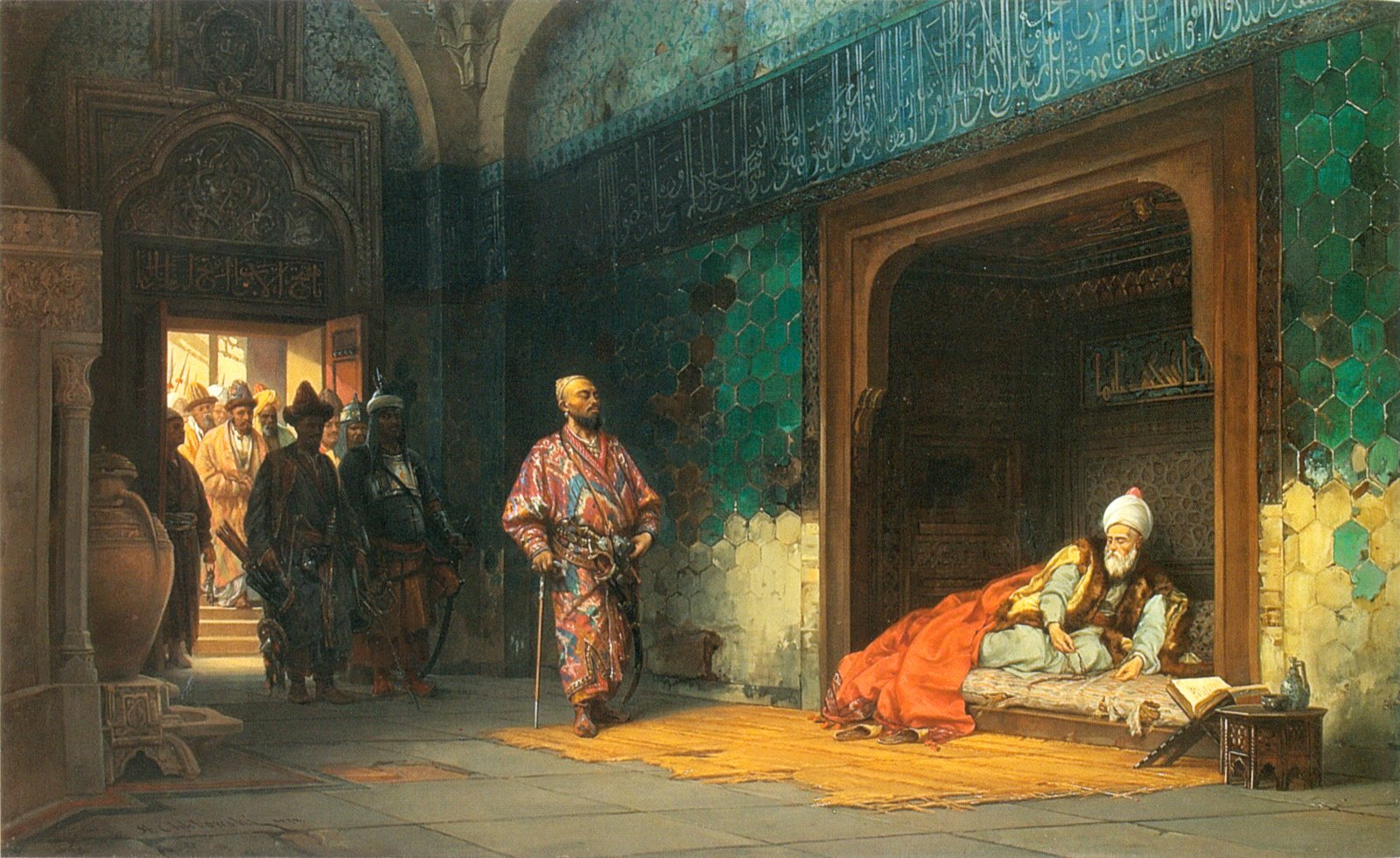
„Sultanul Baiazid luat prizonier de Timur”, pictură de Stanisław Chlebowski, 1878

### Moartea lui Baiazid și legendele legate de aceasta
Cronicarii occidentali au afirmat că, după ce a fost luat prizonier, Baiazid a fost închis într-o cușcă de fier și expus pe post de trofeu în întreaga Anatolie. Aceeași cronicari au mai afirmat că Timur ar fi capturat întregul harem al sultanului otoman și ar obligat pe prima soție a acestuia din urmă să îl servească goală în fața invitaților. În ceea ce privește moartea lui Baiazid, diferitele surse occidentale relatează ori că sultanul ar fi fost otrăvit, ori că și-ar fi pus singur capăt vieții, zdrobindu-și capul de gratiile cuștii. 
În zilele noastre, toate aceste afirmații sunt considerate false. Cronicile timuride afirmă că Baiazid a fost tratat bine și că Timur ar fi dorit chiar să îl confirme pe tronul otoman, după depunerea unui jurământ de supunere. O astfel de relatare este mai plauzibilă, dat fiind modul în care au fost tratați și alți lideri înfrânți în luptă de Timur. Istoricul bizantin Ducas afirmă că Baiazid a murit de apoplexie în martie 1403. Același istoric mai relatează că Timur a respectat ultima dorință a sultanului, al cărui trup a fost trimis escortat de o sută de soldați otomani înapoi în patrie, pentru a fi îngropat la Bursa.

## Urmări
Puterile europene au încurajat la început invazia lui Timur Lenk și se spune că genovezii au arborat steagul mongol pe zidurile Galatei în semn de sprijin. Totuși, după numai câteva luni de la distrugerea armatei otomane în Anatolia, popoarele europene au început să se teamă că vor deveni următoarea țintă a atacurilor lui Timur. Ca dovadă a schimbării de atitudine stă faptul că mai multe corăbii italiene au transportat rămășițele armatei otomane în Tracia la adăpost. Cronicarii vremii, chiar cei musulmani, au notat că, în ciuda religiei comune, Timur nu s-a dat în lături să devasteze Asia Mică. 
Bătălia de la Ankara a avut efecte pe termen scurt în Balcani, otomanii pierzând pentru o vreme inițiativa politică și militară. Asediul Constantinopolului a fost ridicat, trupele din zona balcanică fiind trimise să lupte împotriva mongolilor. 
Această înfrângere i-a împărțit pe otomani în mai multe facțiuni, sprijinitoare ale fiilor lui Baiazid, care scăpaseră din dezastrul de la Ankara, și care recunoscuseră vasalitatea lui Timur asupra domeniilor pe care încă le controlau. Ca urmare, între aceste facțiuni a izbucnit un devastator război civil. Slăbirea temporară a Imperiului Otoman a amânat sfârșitul Imperiului Bizantin și cucerirea definitivă a Balcanilor de către turci. 
Bătălia are o semnificație specială în istoria otomană, Baiazid I fiind singurul sultan care a fost luat prizonier.